# سکوهروف ناد بیلوو
سکوهروف ناد بیلوو (به چکی: Skuhrov nad Bělou) یک منطقهٔ مسکونی در جمهوری چک است که در ناحیه ریخنوف ناد کنیژنوو واقع شده‌است. سکوهروف ناد بیلوو ۱۶٫۶۳ کیلومتر مربع مساحت و ۱٬۰۸۵ نفر جمعیت دارد و ۳۷۹ متر بالاتر از سطح دریا واقع شده‌است.

## نگارخانه

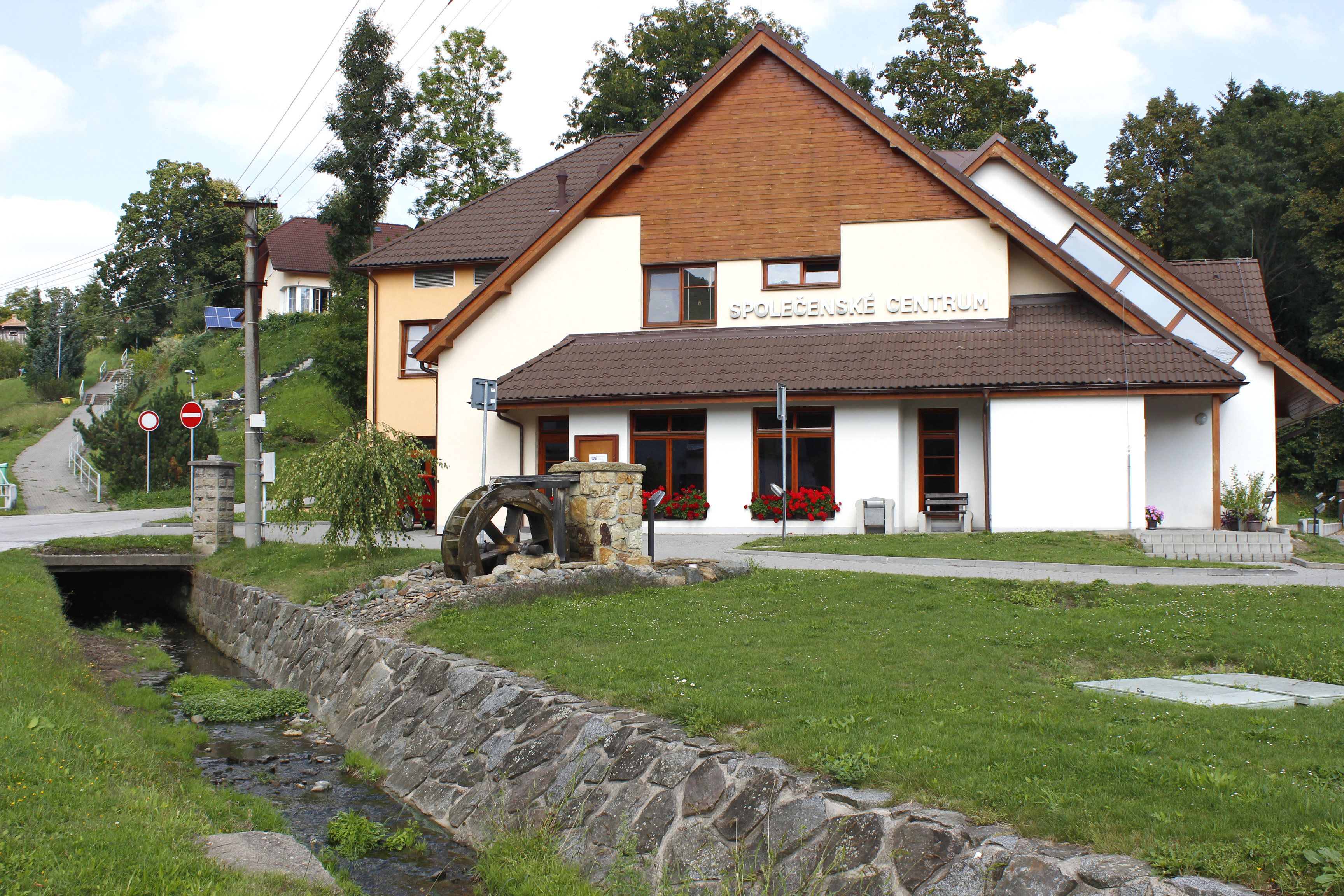
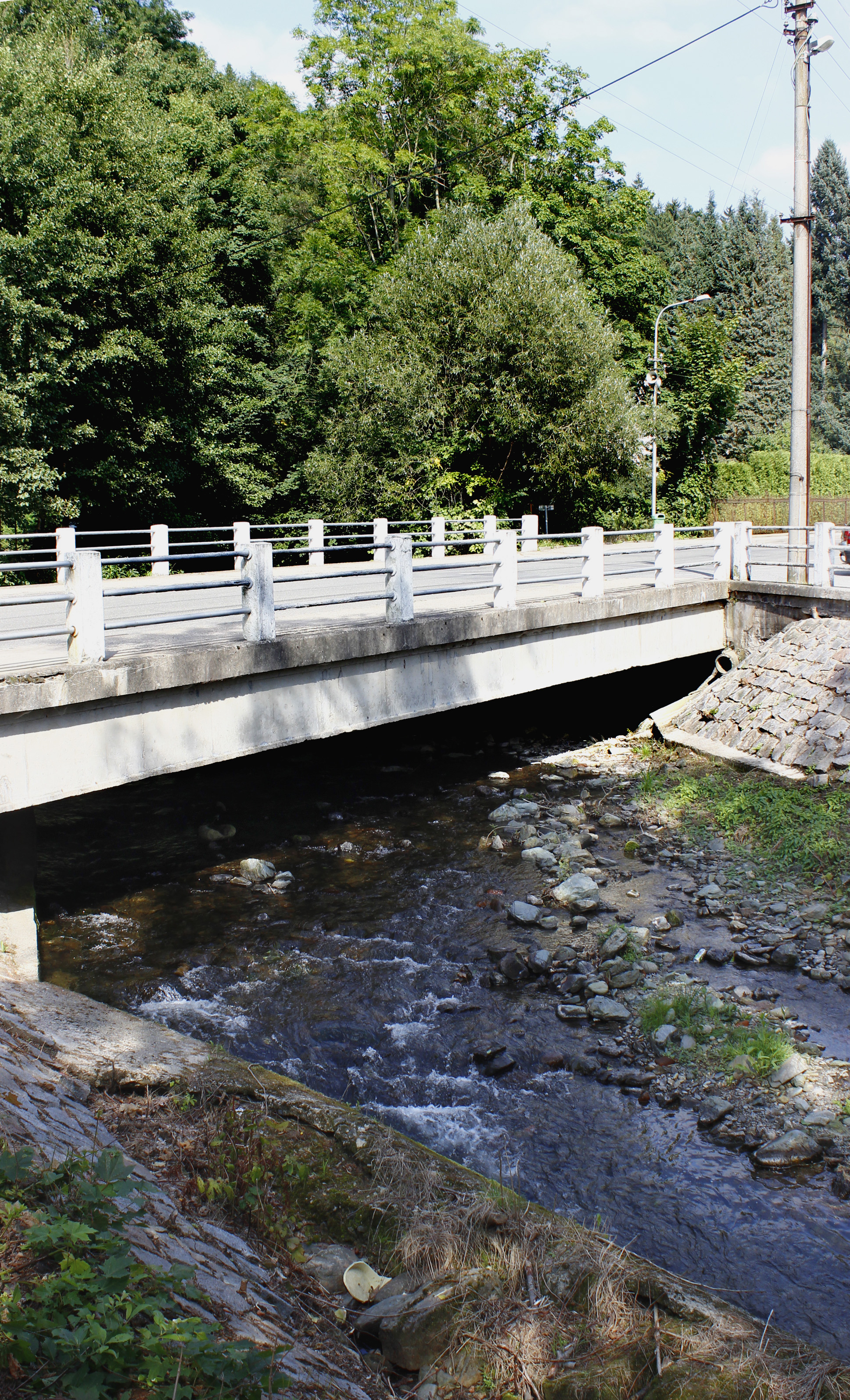
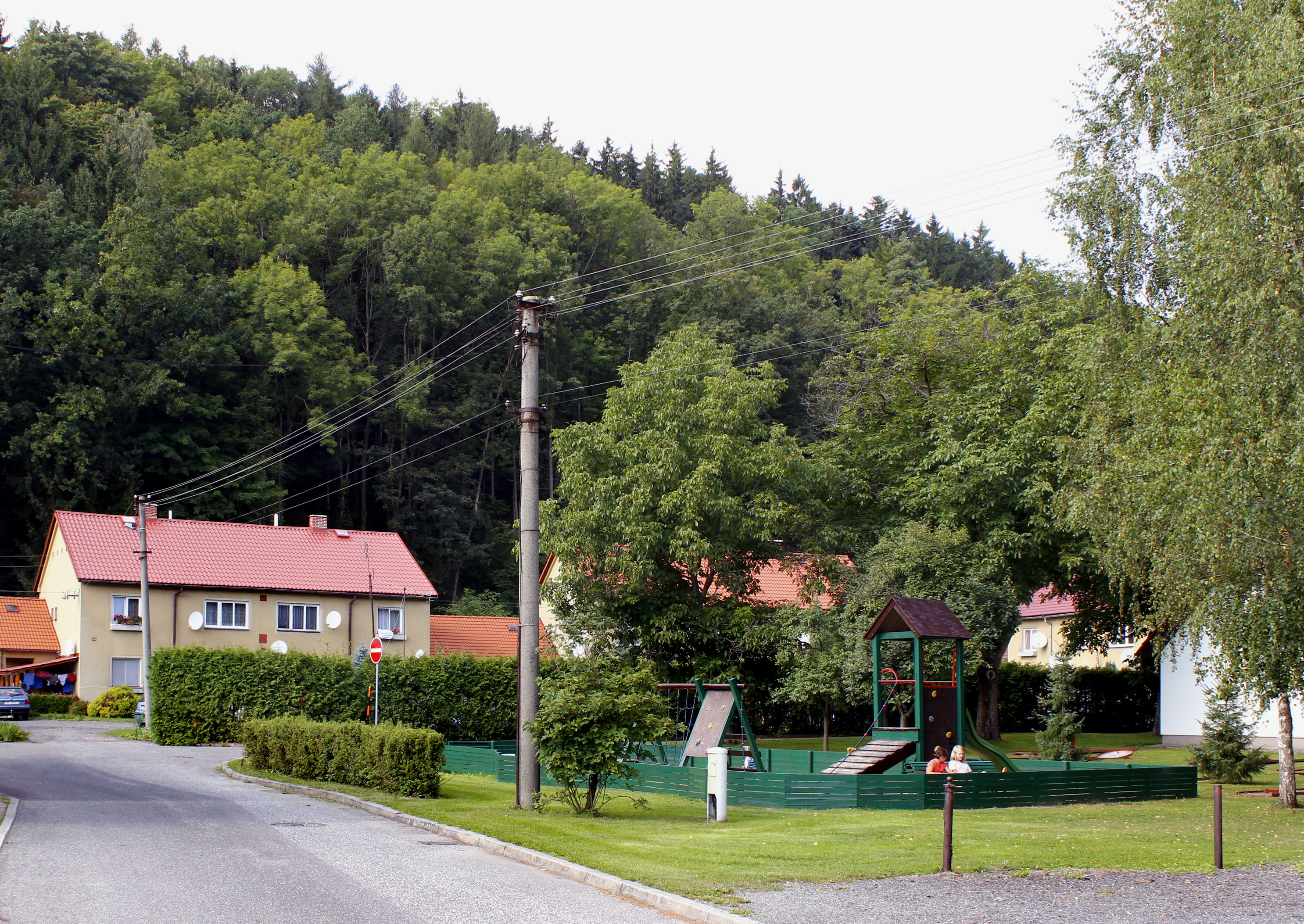